# Togg
Togg, acrónimo de Türkiye'nin Otomobili Girişim Grubu (tdl. ‘Grupo de Empresas Conjuntas de Automóviles de Turquía’), es una empresa automotriz turca fundada como empresa conjunta en 2018.
Las empresas y organizaciones que decidieron trabajar juntas para producir automóviles nacionales en Turquía fueron anunciadas por el presidente Recep Tayyip Erdoğan en noviembre de 2017. Para este propósito, el fabricante turco Togg Car fue lanzado el 25 de junio de 2018 por Anadolu Group (19%), BMC (19 %), Köç Group (19 %), Turkcell (19 %), Zorlu Holding (19 %) y TOBB (5 %). Desde entonces, se estableció el Grupo de Empresas Conjuntas de Automóviles de Turquía.
La empresa anunció que su primer automóvil estará listo para la producción en masa a finales de 2022.